# مقاطعة أرزوئية
مقاطعة أرزوئیة (بالفارسية: شهرستان ارزوئیه) هي مقاطعة تقع في إيران في محافظة كرمان. يقدر عدد سكانها بـ 40,386 نسمة .